# Championnats d'Europe de patinage artistique 1961
Navigation
Édition précédente Édition suivante
Les championnats d'Europe de patinage artistique 1961 ont lieu du 26 au 29 janvier 1961 au Sportpalast de Berlin en Allemagne de l'Ouest. C'est la septième fois que les championnats européens ont lieu à Berlin.
Les championnats se sont déroulés sans la participation des patineurs de l'Union soviétique, non pas à cause d'un boycott politique, mais en raison d'un hiver exceptionnellement doux qui les a laissé sans glace suffisante pour s'entraîner dans leur pays d'origine. L'équipe soviétique a également été retirée des championnats du monde pour la même raison, mais ceux-ci ont été finalement annulés par l'Union internationale de patinage à la suite de la catastrophe du vol Sabena 548 qui tue toute l'équipe américaine.

## Qualifications
Les patineurs sont éligibles à l'épreuve s'ils représentent une nation européenne membre de l'Union internationale de patinage (International Skating Union en anglais). Les fédérations nationales sélectionnent leurs patineurs en fonction de leurs propres critères.
Sur la base des résultats des championnats d'Europe 1960, l'Union internationale de patinage autorise chaque pays à avoir de une à trois inscriptions par discipline. 

## Podiums
| Épreuves                            | Or                                  | Argent                             | Bronze                            |
| ----------------------------------- | ----------------------------------- | ---------------------------------- | --------------------------------- |
| Messieurs résultats détaillés       | Alain Giletti                       | Alain Calmat                       | Manfred Schnelldorfer             |
| Dames résultats détaillés           | Sjoukje Dijkstra                    | Regine Heitzer                     | Jana Mrázková                     |
| Couples résultats détaillés         | Marika Kilius / Hans-Jürgen Bäumler | Margret Göbl / Franz Ningel        | Margit Senf / Peter Göbel         |
| Danse sur glace résultats détaillés | Doreen Denny / Courtney Jones       | Christiane Guhel / Jean-Paul Guhel | Linda Shearman / Michael Phillips |

## Tableau des médailles
| Rang  | Nation               | Or | Argent | Bronze | Total |
| ----- | -------------------- | -- | ------ | ------ | ----- |
| 1     | France               | 1  | 2      | 0      | 3     |
| 2     | Allemagne de l'Ouest | 1  | 1      | 1      | 3     |
| 3     | Royaume-Uni          | 1  | 0      | 1      | 2     |
| 4     | Pays-Bas             | 1  | 0      | 0      | 1     |
| 5     | Autriche             | 0  | 1      | 0      | 1     |
| 6     | Allemagne de l'Est   | 0  | 0      | 1      | 1     |
| 6     | Tchécoslovaquie      | 0  | 0      | 1      | 1     |
| Total | Total                | 4  | 4      | 4      | 12    |

## Détails des compétitions

### Messieurs
| Rang | Nom                   | Nation               | Places | Points | Fig. impo. | Prog. libre |
| ---- | --------------------- | -------------------- | ------ | ------ | ---------- | ----------- |
| 1    | Alain Giletti         | France               | 9      |        |            |             |
| 2    | Alain Calmat          | France               | 11     |        |            |             |
| 3    | Manfred Schnelldorfer | Allemagne de l'Ouest | 23     |        |            |             |
| 4    | Peter Jonas           | Autriche             | 37     |        |            |             |
| 5    | Emmerich Danzer       | Autriche             | 51.5   |        |            |             |
| 6    | Robin Jones           | Royaume-Uni          | 55.5   |        |            |             |
| 7    | Sepp Schönmetzler     | Allemagne de l'Ouest | 65     |        |            |             |
| 8    | Bodo Bockenauer       | Allemagne de l'Est   | 80     |        |            |             |
| 9    | Heinrich Podhasjski   | Autriche             | 79     |        |            |             |
| 10   | Per Kjølberg          | Norvège              | 87     |        |            |             |
| 11   | Peter Krick           | Allemagne de l'Ouest | 91     |        |            |             |
| 12   | Wouter Toledo         | Pays-Bas             | 111    |        |            |             |
| 13   | Michael Flebbe        | Allemagne de l'Est   | 112    |        |            |             |
| 14   | Giordano Abbondati    | Italie               | 122    |        |            |             |
| 15   | Ragnar Wikström       | Finlande             | 135    |        |            |             |

### Dames
| Rang | Nom                 | Nation               | Places | Points | Fig. impo. | Prog. libre |
| ---- | ------------------- | -------------------- | ------ | ------ | ---------- | ----------- |
| 1    | Sjoukje Dijkstra    | Pays-Bas             | 9      |        |            |             |
| 2    | Regine Heitzer      | Autriche             | 21     |        |            |             |
| 3    | Jana Mrázková       | Tchécoslovaquie      | 26     |        |            |             |
| 4    | Karin Frohner       | Autriche             | 49     |        |            |             |
| 5    | Dany Rigoulot       | France               | 57     |        |            |             |
| 6    | Helli Sengstschmid  | Autriche             | 58     |        |            |             |
| 7    | Eva Grožajová       | Tchécoslovaquie      | 77     |        |            |             |
| 8    | Nicole Hassler      | France               | 73     |        |            |             |
| 9    | Diana Clifton-Peach | Royaume-Uni          | 66     |        |            |             |
| 10   | Jitka Hlaváčková    | Tchécoslovaquie      | 83     |        |            |             |
| 11   | Anne Reynolds       | Royaume-Uni          | 85     |        |            |             |
| 12   | Karin Gude          | Allemagne de l'Ouest | 90     |        |            |             |
| 13   | Fränzi Schmidt      | Suisse               | 115    |        |            |             |
| 14   | Christa Fassi       | Italie               | 136    |        |            |             |
| 15   | Daniéle Giraud      | France               | 141    |        |            |             |
| 16   | Ursula Barkey       | Allemagne de l'Ouest | 147    |        |            |             |
| 17   | Éva Csoma           | Hongrie              | 162    |        |            |             |
| 18   | Helga Zöllner       | Hongrie              | 175    |        |            |             |
| 19   | Dorette Bek         | Suisse               | 169    |        |            |             |
| 20   | Silvana Saccozzi    | Italie               | 179    |        |            |             |
| 21   | Gabriele Seyfert    | Allemagne de l'Est   | 178    |        |            |             |
| 22   | Sandra Brugnera     | Italie               | 190    |        |            |             |
| 23   | Heidemarie Steiner  | Allemagne de l'Est   | 188    |        |            |             |
| 24   | Willie ten Hoopen   | Pays-Bas             | 216    |        |            |             |

### Couples
| Rang | Nom                                 | Nation               | Places | Points |
| ---- | ----------------------------------- | -------------------- | ------ | ------ |
| 1    | Marika Kilius / Hans-Jürgen Bäumler | Allemagne de l'Ouest | 13     |        |
| 2    | Margret Göbl / Franz Ningel         | Allemagne de l'Ouest | 14     |        |
| 3    | Margit Senf / Peter Göbel           | Allemagne de l'Est   | 38.5   |        |
| 4    | Rita Blumenberg / Werner Mensching  | Allemagne de l'Ouest | 36     |        |
| 5    | Diana Hinko / Heinz Döpfl           | Autriche             | 43.5   |        |
| 6    | Hana Dvořáková / Karel Vosátka      | Tchécoslovaquie      | 52.5   |        |
| 7    | Valerie Hunt / Peter Burrows        | Royaume-Uni          | 69.5   |        |
| 8    | Gerda Johner / Rüdi Johner          | Suisse               | 74.5   |        |
| 9    | Irene Müller / Hans-Georg Dallmer   | Allemagne de l'Est   | 75.5   |        |
| 10   | Renate Rößler / Klaus Wasserfuhr    | Allemagne de l'Est   | 78     |        |

### Danse sur glace
| Rang | Nom                                          | Nation               | Places | Points | Danses imposées | Danse libre |
| ---- | -------------------------------------------- | -------------------- | ------ | ------ | --------------- | ----------- |
| 1    | Doreen Denny / Courtney Jones                | Royaume-Uni          | 7      |        |                 |             |
| 2    | Christiane Guhel / Jean-Paul Guhel           | France               | 14     |        |                 |             |
| 3    | Linda Shearman / Michael Philipps            | Royaume-Uni          | 25     |        |                 |             |
| 4    | Mary Parry / Roy Mason                       | Royaume-Uni          | 26     |        |                 |             |
| 5    | Eva Romanová / Pavel Roman                   | Tchécoslovaquie      | 33     |        |                 |             |
| 6    | Rita Paucka / Peter Kwiet                    | Allemagne de l'Ouest | 46     |        |                 |             |
| 7    | Olga Gilardi / Germano Ceccatini             | Italie               | 47     |        |                 |             |
| 8    | Maria Grazia Boccacci / Gianfranco Canepa    | Italie               | 63     |        |                 |             |
| 9    | Armelle Flichy / Pierre Brun                 | France               | 65     |        |                 |             |
| 10   | Jitka Babická / Jaromír Holan                | Tchécoslovaquie      | 73     |        |                 |             |
| 11   | Györgyi Korda / Pál Vásárhelyi               | Hongrie              | 72     |        |                 |             |
| 12   | Christel Trebesiner / Gerald Felsinger       | Autriche             | 87     |        |                 |             |
| 13   | Margo Nissen / Klaus Ebel                    | Allemagne de l'Ouest | 87     |        |                 |             |
| 14   | Marlyse Fornachon / Charly Pichard           | Suisse               | 95     |        |                 |             |
| 15   | Martha Schamberger / Hans-Jürgen Schamberger | Allemagne de l'Ouest | 98     |        |                 |             |